# Erlend O. Nødtvedt

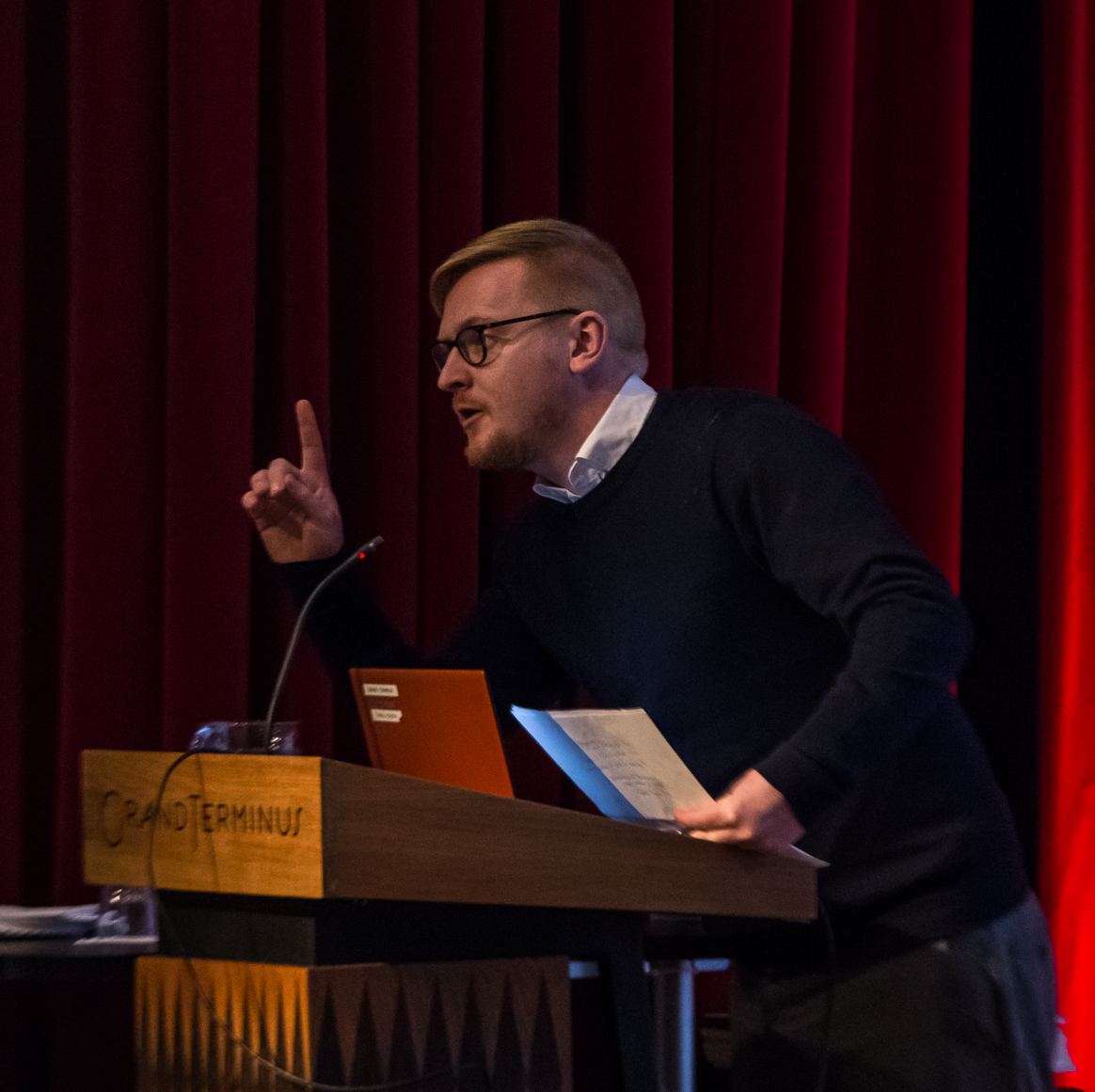
Nødtvedt i Bergen 2016

Erlend O. Nødtvedt, född 21 oktober 1984 i Bergen, är en norsk författare. Han bokdebuterade 2008 med diktsamlingen Harudes. Den följdes 2011 av Bergens beskrivelse och 2014 av Trollsuiten. År 2017 romandebuterade han med Vestlandet. Morgenbladet och Norsk litteraturfestival utsåg honom 2015 till en av Norges tio bästa författare under 35.

## Utgivet
- Harudes, dikter, Aschehoug 2008, ISBN 978-82-03-19435-1
- Bergens beskrivelse, dikter, Aschehoug 2011, ISBN 978-82-03-35091-7
- Trollsuiten, dikter, Aschehoug 2014, ISBN 978-82-03-35783-1
- Vestlandet, roman, Aschehoug 2017, ISBN 9788203362576